# João Gualberto Torreão da Costa
João Gualberto Torreão da Costa (Maranhão, 16 de maio de 1860 — 23 de setembro de 1916) foi um político brasileiro. Foi governador do Maranhão, de 11 de agosto de 1898 a 1 de março de 1902.

## História

### Nascimento e formação
João Gualberto Torreão da Costa nasceu em 16 de maio de 1860, no Maranhão. Aos 21 anos, graduou-se pela Faculdade de Direito do Recife. Iniciou sua carreira jurídica ainda no período imperial, atuando como promotor público e juiz municipal.

### Carreira jurídica e política
Após a Proclamação da República, exerceu o cargo de juiz de direito em Alto Parnaíba (MA) e atuou nas comarcas de Coroatá, Itapecuru Mirim e Rosário. Sua trajetória política teve início em aliança com o senador Benedito Pereira Leite.

### Governo do Maranhão (1898–1902)
Eleito presidente do Maranhão para o quadriênio 1898–1902, sua gestão foi marcada por iniciativas na área educacional, como a criação da Escola de Música e da Escola Modelo, além de reformas no Liceu Maranhense e na Escola Normal. Na saúde pública, destacou-se no combate à varíola e na modernização de estruturas de atendimento a portadores de varíola e hanseníase.
Dois conflitos marcaram seu governo: um embate político em Grajaú e um conflito entre povos indígenas e missionários capuchinos na colônia de São José da Providência, em Alto Alegre, próximo a Barra do Corda.

#### A Guerra do Léda
Durante seu governo, Torreão da Costa enfrentou um conflito político-armado em Grajaú, conhecido como Guerra do Léda. O episódio teve origem na disputa entre facções locais e o governo estadual, liderado pelo senador Benedito Pereira Leite, aliado de Torreão. O estopim foi o assassinato do promotor público Estolano Polary em 1898, atribuído a partidários do líder oposicionista Leão Léda, que defendia maior autonomia para o sertão maranhense. Em resposta, o governo enviou tropas à região, resultando em repressão violenta, com relatos de execuções, incêndios de propriedades e deslocamento forçado de civis. O conflito, amplamente divulgado pela imprensa da época, foi um dos principais desafios de sua gestão.

#### Conflito em Alto Alegre (1901)
Em 1901, durante o governo de Torreão da Costa, ocorreu um confronto entre missionários capuchinhos e o povo Guajajara na região de Alto Alegre (próximo a Barra do Corda). A tensão surgiu devido aos métodos coercitivos adotados pelos frades, que incluíam castigos físicos e supressão de práticas culturais indígenas, como a poligamia. O cacique Kawiré Imàn (João Caboré), após sofrer prisão e maus-tratos por parte dos religiosos, denunciou as violências ao governo.
Torreão da Costa visitou a aldeia e, segundo registros, concedeu a Kawiré Imàn o título de "chefe supremo" dos Guajajara, além de oferecer armas e ferramentas aos indígenas. A revolta eclodiu quando guerreiros atacaram a missão católica, resultando em mortes de ambos os lados. O episódio, conhecido como Massacre de Alto Alegre pela historiografia tradicional, é interpretado pelos Guajajara como uma resistência à escravização e à perda territorial.
A repressão governamental subsequente levou à prisão de líderes indígenas e à dispersão temporária das comunidades. Kawiré Imàn faleceu ainda em 1901, e os Guajajara só retornaram à região anos depois. O conflito marcou as relações entre o Estado e os povos Tenetehar (Guajajara e Tembé), com reverberações até o século XXI.
Transmitiu o governo a Manuel Lopes da Cunha em 1º de março de 1902.

### Últimos anos e falecimento
Após deixar o executivo estadual, assumiu como procurador-geral do estado e desembargador do Tribunal de Justiça do Maranhão. Faleceu em 23 de setembro de 1916.